# Sapo de Loveland

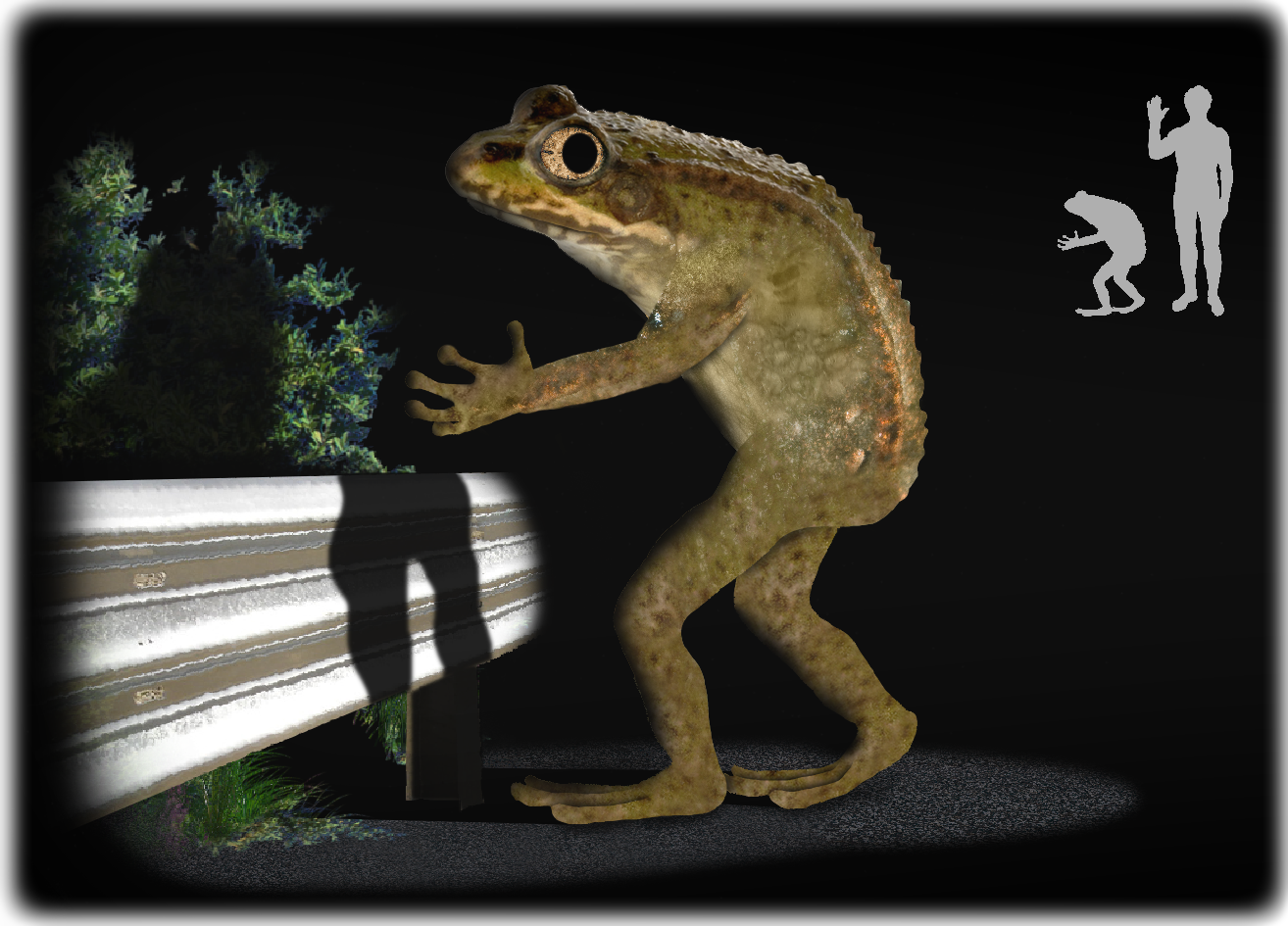
Representação do sapo de Loveland

Em Ohio, no folclore, o Sapo de Loveland.  (também conhecido como Lagarto Loveland) é um lendário humanóide sapo descrito como aproximadamente alto, supostamente localizado em Loveland, Ohio.  Em 1972, a lenda do sapo de Loveland ganhou nova atenção quando os policiais de Loveland avistaram e mataram um animal que mais tarde identificaram como uma grande iguana que faltava sua cauda.
Na Universidade de Cincinnati, o professor Edgar Slotkin comparou o sapo de Loveland com o Paul Bunyan, dizendo que as histórias sobre ele foram transmitidas por "várias décadas" e que os relatos de avistamentos parecem vir em ciclos previsíveis.
Em maio de 2014, a lenda do sapo Loveland foi transformada em um musical, intitulado Hot Damn! It's the Loveland Frog!.